# Василевская, Лариса Николаевна
Лариса Николаевна Василевская (урожд. Матюхина; род. 24 августа 1950, Днепропетровск) — советская и российская артистка балета, педагог, народная артистка РСФСР (1990).

## Биография
Лариса Николаевна Василевская родилась 24 августа 1950 года в Днепропетровске (Украинская ССР) в семье кадрового военного, вскоре семья переехала в Новосибирск. В 1969 году окончила Новосибирское хореографическое училище (педагог С. С. Юнусова).
В 1969—1994 годах выступала в Новосибирском театре оперы и балета, сначала солисткой, а через год — примой-балериной. За 25 лет станцевала более 30 ведущих партий. Основным партнёром по сцене был Александр Балабанов. Совершенство техники в её творчестве сочеталось с оригинальным прочтением образа. 
В составе концертной бригады, сформированной из ведущих солистов страны, гастролировала по Европе (Франция, Италия, Испания, Португалия, Германия), была на Кубе, в Аргентине, Японии, Индии, Новой Зеландии, Австралии, ЮАР, Южной Корее.
С 1994 года после выхода на пенсию работает педагогом-репетитором театра.

## Семья
- Муж — артист балета Александр Василевский (род. 1951).
  - Сын — Павел (род. 1974).

## Награды и премии
- 2-я премия Международного конкурса артистов балета в Варне (1976).
- Заслуженная артистка РСФСР (16.02.1981)[1].
- Народная артистка РСФСР (26.02.1990)[2].
- Медаль ордена «За заслуги перед Отечеством» II степени (9.04.1996).

## Партии в балетах
- «Лебединое озеро» П. Чайковского — Одетта-Одиллия
- «Спящая красавица» П. Чайковского — Аврора
- «Спартак» А. Хачатуряна — Эгина, Фригия
- «Сотворение мира» А. Петрова — Ева
- «Баядерка» Л. Минкуса — Никия, Гамзатти
- «Сильфида» Ж. Шнейцхоффера — Сильфида
- «Дон Кихот» Л. Минкуса — Китри
- «Золушка» С. Прокофьева — Золушка
- «Жизель» А. Адана — Жизель
- «Корсар» А. Адана, Л. Делиба, Р. Дриго, Ц. Пуни — Медора
- «Щелкунчик» П. Чайковского — Маша
- «Легенда о любви» А. Меликова — Ширин